# اوتو اردمان
اوتو اردمان (آلمانی: Otto Linné Erdmann؛ ۱۱ آوریل ۱۸۰۴ – ۹ اکتبر ۱۸۶۹) یک شیمیدان اهل آلمان بود.